# 吸血鬼のおしごと
『吸血鬼のおしごと』（きゅうけつきのおしごと）は、鈴木鈴による日本のライトノベル。イラストは片瀬優が担当している。電撃文庫（メディアワークス）より2002年4月から2005年1月まで刊行された。第8回電撃ゲーム小説大賞選考委員奨励賞を受賞している。メディアミックスとして、2003年にラジオドラマ化された。

## あらすじ
湯ヶ崎町に住む"月島亮史"は一見どこにでも居るノンビリした青年だが、その正体は超人的な力を持つ吸血鬼。使い魔の"ツキ"とともに人間世界に適応しつつ平穏に暮らしていたが、ひょんなことから幽霊少女・"雪村舞"、そしてシスターの"レレナ・パプリカ・ツォルドルフ"ととある事件を通して出会う。その一件を経て、2人と楽しく過ごしていたが事件はまだ終わっていなかった。

## 登場人物

### 主要人物
月島 亮史（つきしま りょうじ）
千年の永きを生きる吸血鬼の『主人』にして吸血鬼を捨て人間になろうとしている男。昔の名前は魎月。普段は頼りない印象を受けるが、いざ戦闘になると加熱した「主人」の血が出口を求めて荒れ狂い、破壊衝動を爆発させる現象≪炎≫に身を任せ、自分でも抑えきれない残虐な一面をみせる。普段は輸血パックを飲み、道路工事の現場でアルバイトをしている。また住民登録している。かつて「上弦」という名の吸血鬼と行動を共にしていた。
数世紀前、まだ魎月と呼ばれていた頃に、餌としか思っていなかった人間達の文明が急成長したことを見て敗北を感じ、以降は人間として生きていくと決意した。吸血鬼としてのプライドの高い上弦とは意見が分かれて道を分かつ事になる。彼自身は吸血鬼である事に矜持も誇りも持っておらず、目的や目標があるわけでも無く、ただ生きる為に生きるといった風情である。あえて挙げるなら、彼は「人間の熱、感情を理解したい」という願望があるものの、本質的に彼の内面に歓喜や憎悪、生きる喜びが無ければ死ぬ恐怖すら曖昧で、他の人物達が感情を顕わにしているのを見て怪訝に思いつつも「羨ましい」という感想を抱いている。
戦いの果て、楽しかった日常と引き替えに、人としての感情を否応にも理解することになり絶望感に打ちひしがれる。
雪村 舞（ゆきむら まい）
幽霊の少女。霊となり家に迷い込んで亮史と出会い、その後はレレナと同じく月島家に居候している。母子家庭で母親との仲は悪かったが、自分に優しくしてくれた亮史に恋心を抱き、一緒に居続けることを夢見ていた。悪戯好きな性格で、訪ねてきたレレナの母達を驚かせて楽しむなどレレナを困らせることが多く、自分と違い生きていて亮史と一緒にいられる彼女に嫉妬することもあったが、彼女とは深い友情で結ばれる。
亮史の役に立ちたい一心の特訓で自分の服装を変えられたり、幽体を身体以外に変化させたり、一時的に実体を得る程に成長する。しかしその成長は彼女が戦地へと赴くに十分な理由を持つことになる。
レレナ・パプリカ・ツォルドルフ
おっとりとしたシスターの少女。大司教であるガゼットに騙されてイタリアから来日、宿もなく途方に暮れていたところで亮史と出会う。巻き込まれた吸血鬼事件で致死の重傷を負い、助けようとした亮史が「ついつい血を飲みすぎた」せいで「半分だけ」吸血鬼になってしまう。そのために吸血鬼の特性である「流れる水の上を通れない」制約のせいで祖国に帰れなくなり、以後は亮史の館で世話になる（または世話をする）ことになる。
亮史を巡る戦いに巻き込まれるうち、自分に降りかかる壮絶で容赦の無い苦難を嘆き逃げるだけだった彼女は、「吸血鬼でもあり、人間でもある」ことを受け入れ、目を背けず自分の戦いに赴くことになる。
ツキ
月島亮史の手によって使い魔となった人語を喋る黒猫。亮史に与えられた真名は三日月。猫の髭の鋭敏さから『感知』能力に特化する。
人間生活を送り腑抜けになった主人に呆れつつ、完全には消えていなかった亮史の強さと冷酷さを尊敬していた。頼りない主人を起こすことから始める生活に溜息をつきながらも舞、レレナ達との生活を悪くは思っていなかった。湯ヶ崎の猫たちからはボスとして慕われている。

### 上弦とその眷属
上弦（じょうげん）
亮史の魎月としての過去を知る吸血鬼の主人。吸血鬼としてのプライドを捨てた亮史に、魎月として再び自分の元に戻って欲しい為に行動している。その為の手段は選ばず、吸血鬼としての矜持や誇りを押し殺してまで組織に協力している。
本編終了後に描かれた過去では、“発生”した日に魅月に拾われ、その後は彼と行動を共にしていた。便宜的にナナシと呼ばれていたが、主人としての訓練を終えた夜に上弦の月を見上げ、そこから名を取った。皮肉なことに吸血鬼として生きようとしていた上弦の方が人間としての感情を持ち合わせており、魎月と違うことを恐れ、吸血鬼の矜持や誇りに拘ることとなる。そのため人間として暮らそうとする決意した亮史とは決別し、また深い絶望を味わう。
玄翁（げんのう）
上弦を『御前』と呼び、行動を共にする眷属。上弦と共にいるのは『支配』からではなく玄翁の意思によるもの。常に冷静沈着で感情を表に出さないが、実は情け深い。
高い戦闘能力を持ち、組織の中では狩人として行動する。
ツル
上弦を『上様』と呼び、『契約』を結んだ狐の使い魔。上弦への忠誠心を自らの誇りとし、『支配』なくとも上弦の命令は絶対とする。狐らしく『変化』能力に特化し、さまざまな生物だけでなく無生物にまで変化することができる。ただし、機械などの複雑なものには変化できない。

### 組織
真田（さなだ）
組織のボス。とある理由で主人である亮史の血を欲する。
シギ
組織に属する従者で守人。穏やかな性格で『蜘蛛』を追い湯々崎に来る。妹（クイナ）と穏やかに暮らせていればよかったが、クイナの強い勧めで組織に参入した。妹のことを何より大切に思っているが、そのために色々な事を背負い込みすぎる。最期は亮史の腕の中で灰に帰す。亮史の掌に残った灰は後にクイナの手に渡ることになる。
その昔に主人に恋慕し、自ら望んで吸血鬼となる。永い刻を共に生きていたが、その最愛の人はクイナに殺される。人間を愛する吸血鬼である主人、主人を愛する従者。シギとの別離は亮史の感情に小さな波紋を広げることになる。
クイナ
組織に属する従者で狩人。シギの妹で、姉とは違い主人に対して強い憎しみをもつ。姉のことを何より大切に思っているが、強迫観念めいた一方的な妄信を持つ。最愛の姉を灰に帰してしまったことから木偶になっていたが、レレナの決意を目にしてもう一度生きる決心をする。
白宮 さやか（しろみや さやか）
組織に属する従者で守人筆頭。お節介焼きで、シギとは友達だった。組織に拉致されたレレナの味方となってくれる。

### その他の人物
岡田要次郎
亮史がバイトしている太平建設の現場主任。しょっちゅう亮史を殴る。定年間近。
カズマ
その身に魂食を寄生させた幽霊。幽霊となって数十年の時を過ごしてきた。魂食は定期的に幽霊を捕食しなければカズマに身を引き裂くような苦痛を味わわせるため、罪悪感を抱きつつも他の幽霊を食らって生きてきた。
マリ・ツォルドルフ
レレナの母。日本人。並外れた行動力を持ち、竹を割ったような性格をしている。レレナの様子を心配し、イタリアから来日するが、事情を話せないレレナと喧嘩をする。
イタリアに帰れない事情が分からず業を煮やしていたが、自分たち家族が日本に来れば良いという逆転の発想を生み出す。実際に来るのは全てが終ってからで、その後は『吸血鬼のひめごと』で描かれる。
ガゼット・クロムウェル
マリの友人で、教会の大司教についている。性格は非常に大雑把で、よく部下の修道士に仕事を押し付けてはサボっている。彼の大雑把な性格が原因で、レレナが一連の事件に巻き込まれることとなる。
カルロ・ツォルドルフ
レレナの父。イタリア人。ガゼットとは親友。
雪村薫（ゆきむら かおる）
舞の母親。だらしの無い性格をしており、舞の家出の原因ともなる。しかし舞にとっては大好きなお母さんだった。
モザイク
湯ヶ崎に住む猫の縄張りでナンバー2を務める猫。まだ子猫だったときに舞に救われたことで、舞の無二の主人としている。
『蜘蛛』
全ての戦いの発端となる亡者。『蜘蛛』という名前も亮史が付けたもので、名前の通り手足が長い怪物と成り果てている。
魎月を探すために上弦によって生み出され湯ヶ崎に来る。最初の犠牲者は雪村舞だった。

## 用語
吸血鬼
吸血鬼は水（真水。よってお茶などは含まない）に触れると皮膚がただれ、銀によってつけられた傷は『祝福』され『再生』することはない。また流水の上は渡れず、鏡に映ることも無い。心臓を貫かれたり、日光を浴びると灰になる。
この作品において吸血鬼は次の3つの階級に分かれる。
主人
俗に言う一般的な吸血鬼。この世に“発生”した時から純粋な吸血鬼。人間と比べると筋力も圧倒的に強く『狼』・『蝙蝠』・『霧』への変化能力、そして何よりの主人が恐れられる理由である絶対遵守の力『支配』を使うことができ、怪我をしても能力によって『再生』する。また、人間から死に値するほどの吸血行為を実行すると『感染』し従者にできる。
従者
主人の吸血行為によって吸血鬼化した元人間。身体能力は主人には及ばないが、亡者にはない知能と能力は劣るが『感染』を持つ。大抵は『支配』で主人に対して絶対服従を刻みつけられており、主人を恨んでいる従者が大多数。
特に主人の寵愛を受けているものは『眷属』とされる。
亡者
従者の『感染』によって吸血された人間が亡者になる。理性を徐々に失い最終的には吸血衝動と化け物じみた身体能力を持つだけのものとなる。作中で登場したのは亮史が『蜘蛛』と名づけた一体だけ。
使い魔
主人との『契約』によって個々の能力を特化された動物。使い魔になると不老となり、高い知能を備え、人語を操ることができる。
使い魔にも『支配』は適用されるが、主人に『契約』を破棄されると普通の動物に戻る。
幽霊
人間が死を迎えたときに未練があると陥る現象。精神力によって活動するため、そこに在ろうと強く思うことで永遠の時を存在することができる。自身の構成をイメージ通りに変える『変化』、物体や生物に憑く『接地』、そして『実体化』の能力を持つ。
その性質上、万物に干渉されることもすることもできないが、魂食と呼ばれる幽霊を捕食する幽霊に寄生する異形が天敵。また、『実体化』しているときに死を迎えるとその存在は消滅する。
組織
真田を中心とした吸血鬼の従者で作られた組織。主人を憎んでおり、主人の抹殺と従者の社会復帰を至上命令としている。吸血鬼、ひいては組織の存在を公にしないために亡者を狩る『狩人』、それらをサポートし、実務を執る『守人』に分かれる。

## 既刊一覧
- 鈴木鈴（著）・片瀬優（イラスト）、メディアワークス〈電撃文庫〉、全8巻
  - 『吸血鬼のおしごと the style of Vampires』、2002年4月10日発売[4]、ISBN 4-8402-2072-7
  - 『吸血鬼のおしごと2 the style of Servants』、2002年7月10日発売[5]、ISBN 4-8402-2143-X
  - 『吸血鬼のおしごと3 the style of Speceters』、2002年10月10日発売[6]、ISBN 4-8402-2190-1
  - 『吸血鬼のおしごと4 the style of Misterss』、2003年2月10日発売[7]、ISBN 4-8402-2271-1
  - 『吸血鬼のおしごと5  the style of Master』、2003年6月10日発売[8]、ISBN 4-8402-2387-4
  - 『吸血鬼のおしごと6  the style of Association』、2003年11月10日発売[9]、ISBN 4-8402-2512-5
  - 『吸血鬼のおしごと7  the style of mortals』、2004年9月10日発売[10]、ISBN 4-8402-2780-2
  - 『吸血鬼のおしごとSP the days gone by』、2005年1月10日発売[11]、ISBN 4-8402-2909-0

## ラジオドラマ
ラジオ『電撃大賞』内で『吸血鬼のおしごと The Style of Angel』のタイトルで2003年8月 - 9月に放送された。
キャスト
- 雪村舞：野中藍
- レレナ・パプリカ・ツォルドルフ：折笠富美子
- ツキ：銀河万丈